# چم‌چره سه
چم‌چره سه، روستایی از توابع بخش دوره چگنی شهرستان دوره چگنی در استان لرستان ایران است.

## جمعیت
این روستا در دهستان دوره قرار دارد و براساس سرشماری مرکز آمار ایران در سال ۱۳۸۵، جمعیت آن ۱۲۱ نفر (۲۵خانوار) بوده‌است. این سه روستا به فاصله ۵۰۰متر از هم فاصله دارند که هر روستا یک طایفه می‌باشند که روستای چم چره یک بر اثر مهاجرت به اطراف شهر خرم‌آباد تخلیه شده و دارای ۴ خانوار می‌باشد روستای چم چره دو دارای ۱۰ خانوار می‌باشد. روستای چم چره سه دارای ۲۰ خانوار هستند. منبع